# Madjarovo

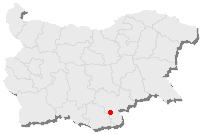
Localisation de Madzharovo en Bulgarie.

Madjarovo (en bulgare : Маджарово [ mɐˈd͡ʒarovo ], anciennement Dupnitsa) est une petite ville de Bulgarie située dans les Rhodopes orientales. Elle fait partie de la province de Haskovo, située sur les rives de la rivière Arda.

## Géographie
Madjarovo comptait 590 habitants en décembre 2009, ce qui en fait l'une des plus petites villes du pays. La ville est le centre administratif de la municipalité homonyme de Madzharovo.

## Histoire
La ville doit son nom au révolutionnaire bulgare thrace Dimitar Madzharov (1882-1949). Son nom avant 1912 était Yatadzhik (en turc : Yatacık or Yatakçık, qui signifiait « petit lit » en turc).

## Faune
Madjarovo est l'endroit où se trouve la seule réserve de vautours en Bulgarie, avec trois espèces habitant la région.

## Divers
- Madzharovo Point (en), sur l'île Anvers en Antarctique, porte le nom de Madjarovo[1].